# Penalus waui
Penalus waui är en skalbaggsart som beskrevs av Renaud Maurice Adrien Paulian 1985. Penalus waui ingår i släktet Penalus och familjen bladhorningar. Inga underarter finns listade i Catalogue of Life.